# Emre Batur
Emre Batur (Tokat, 21 aprile 1988) è un pallavolista turco, centrale del Bursa BB.

## Carriera

### Club
La carriera di Emre Batur inizia nel settore giovanile del club della sua città, il Tokat, col quale gioca fino al 2005. Nella stagione 2005-06 diventa professionista, facendo il suo esordio nella Voleybol 1. Ligi con la maglia del Fenerbahçe: resta legato al club per ben sette annate, conquistando ben quattro scudetti, due edizioni della Coppa di Turchia e la Supercoppa turca 2011, ricevendo anche qualche riconoscimento individuale.
Nel campionato 2012-13 approda all'Halkbank, club col quale gioca per sei annate e conquista quattro scudetti, altrettante Coppe nazionali, tre Supercoppe turche e la Coppa CEV 2012-13, oltre a raggiungere la finale della Champions League 2013-14, venendo premiato come miglior servizio del torneo.
Nella stagione 2018-19 fa ritorno al Fenerbahçe, conquistando nella prima annata l'accoppiata coppa nazionale-scudetto e in seguito la Supercoppa turca 2020. Dopo un quadriennio coi giallo-blu, per il campionato 2022-23 passa al Bursa BB, sempre in Efeler Ligi.

### Nazionale
Nel 2007 riceve le prime convocazioni nella nazionale turca, con la quale conquista tre medaglie alla European League, ossia due bronzi nel 2008 e nel 2010 e un argento nel 2012, quando viene anche premiato come MVP del torneo.

## Palmarès

### Club
- Campionato turco: 9

2007-08, 2009-10, 2010-11, 2011-12, 2013-14, 2015-16, 2016-17, 2017-18, 2018-19
- Coppa di Turchia: 7

2007-08, 2011-12, 2012-13, 2013-14, 2014-15, 2017-18, 2018-19
- Supercoppa turca: 5

2011, 2013, 2014, 2015, 2020
- Coppa CEV: 1

2012-13

### Nazionale (competizioni minori)
- European League 2008
- European League 2010
- European League 2012

### Premi individuali
- 2010 - Voleybol 1. Ligi: Miglior servizio
- 2011 - Voleybol 1. Ligi: Miglior muro
- 2012 - European League: MVP
- 2014 - Champions League: Miglior servizio
- 2014 - Voleybol 1. Ligi: Miglior muro